# Kitharida
Kitharida (griechisch Κιθαρίδα (f. sg.)) ist ein Dorf des Stadtbezirks Krousonas in der kretischen Gemeinde Malevizi.
Das Dorf liegt 21 km von Iraklio entfernt und befindet sich auf einer Höhe von 220 m. Laut der Volkszählung 2011 hat es 52 Einwohner.
Francesco Barozzi erwähnt das Dorf im Jahr 1577 als Chitaridha in der Provinz Malevizi. Francesco Basilicata erwähnt die Siedlung 1630 ebenfalls als Chitaridha, während sie in der osmanischen Volkszählung von 1671 als Ketaride angegeben wird. In der Volkszählung von 1834, die von den Ägyptern durchgeführt wurde, wird der Ort als Kitharida mit 15 Familien, allesamt Christen, aufgeführt. Das Dorf wurde 1856 durch ein Erdbeben zerstört. Bei der Volkszählung von 1881 zählte Kitharida 160 Christen und 2 Türken; 1900 wurden 149 Einwohner datiert. Seit 1925 gehört das Dorf zu Krousonas.
Außerhalb des Dorfes Kitharida befindet sich die byzantinische Kirche Panagia Eleousa („Unsere Liebe Frau des Barmherzigen“). Sie besteht aus drei Kirchenschiffen, einem Narthex (Vorhalle) und drei Kuppeln, eine für jedes Kirchenschiff. Die Kirche war das Katholikon (Hauptkirche) des Fanourios-Klosters, das während der Großen Kretischen Revolution 1866–1869 zerstört wurde. Mutmaßlich stand hier bereits im 11. Jahrhundert eine Klosteranlage. Das Fanourios-Kloster war dem heute noch bestehenden Kloster der Heiligen Irene (Agia Irini) in Krousonas angegliedert.